# FK Shajtar Donetsk
El F. K. Shajtar Donetsk (en ucraniano: ФК Шахтар Донецьк), conocido internacionalmente por su transcripción al inglés Shakhtar Donetsk, es un equipo de fútbol de la ciudad de Donetsk. Actualmente milita en la Liga Premier de Ucrania, la primera división del país.
El club ejerció su localía hasta 2014 en el Donbass Arena, inaugurado en 2009 y con capacidad para 52 187 espectadores. Sin embargo, para poder seguir participando en competencias locales y europeas, como la Liga de Campeones de la UEFA, el Shajtar tuvo que abandonar su estadio debido al estallido de la guerra del Dombas entre fuerzas ucranianas y milicias prorrusas en la región.
A pesar de esta situación, el equipo se clasificó a octavos de final de la Champions League 2014/15, cayendo ante el Bayern Múnich con un global de 0-7. El club tuvo que jugar sus partidos como local en la Arena Lviv de la ciudad occidental de Leópolis, a casi 1000 kilómetros de su casa original. Mientras tanto, su sede administrativa y centro de entrenamiento fueron reubicados en la capital ucraniana.
Posteriormente, en febrero de 2017, cambiaron nuevamente de sede a la ciudad de Járkov, lugar donde disputaría sus encuentros hasta 2020, cuando se estableció en Kiev para ocupar el NSC Olimpiyskiy como su estadio temporal.
La historia del club data desde el comienzo de las competiciones de liga de fútbol soviético y es uno de los clubes más antiguos de Ucrania. El club era miembro de la Sociedad Soviética Voluntaria de Deportes Shajtyor, que tiene conexiones con otros equipos soviéticos de Karaganda (Kazajistán) o Soligorsk (Bielorrusia). El club de Donetsk está estrechamente ligado a la cultura industrializada de Ucrania de la Cuenca del Donéts.
Tras el colapso de la Unión Soviética, el Shajtar ingresó en la Liga Premier de Ucrania. En 1995 logró su primer título del fútbol ucraniano independiente, la Copa de Ucrania. En 2002 ganó su primera liga y dos años más tarde firmó al entrenador Mircea Lucescu, con quien protagonizó el mejor periodo de su historia al ganar ocho ligas, seis copas, siete supercopas y una Copa de la UEFA.

## Historia

### Fundación y primeros años (1936-1955)

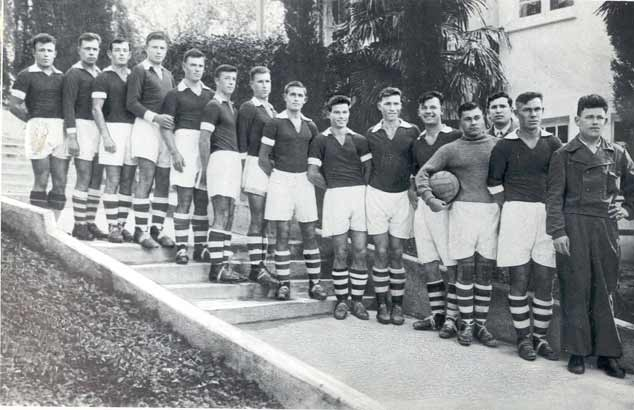
El Stajanovets Stalino en 1937.

El equipo fue fundado en mayo de 1936 con el nombre de Stajanovets, un minero soviético de la Cuenca del Donets. El primer equipo surgió de dos equipos locales, el Dynamo Horlivka y el Stalino. El primer partido no oficial fue ante el FC Dynamo Odesa, cayendo por 2-3 y celebrado el 12 de mayo de 1936 en el Estadio Balitsky. En el primer partido oficial se enfrentó con el Dynamo Kazan y volvió a caer derrotado, esta vez por 1-4. Fiódor Manov se convirtió en el primer jugador en marcar un gol oficial en la historia del equipo.
El Stajanovets Stalino pasó dos años en la tercera categoría antes de debutar en la primera división del fútbol soviético en 1938, donde finalizó su primera campaña en la undécima posición. Tras la Segunda Guerra Mundial, solo tres jugadores del equipo —Gueorgui Bikezin, Nikolái Kuznetsov y Yurchenko— sobrevivieron, por lo que el Stajanovets tuvo que ser reorganizado de nuevo, esta vez bajo el nombre de "Shajtyor" (Shajtar). El equipo comenzó en la segunda división soviética, y cuatro años después logró el ascenso a la máxima categoría. La primera temporada del retorno a primera división fue irregular, perdiendo 21 partidos de 34 disputados, pero dos años después el equipo logró un meritorio tercer puesto en liga, por lo que los jugadores fueron galardonados con medallas de bronce, diplomas y títulos de "maestros deportivos".

### Fútbol soviético (1956-1991)
La década de 1950 fue un periodo de cambios en el equipo, con numerosos movimientos en el puesto de entrenador y constantes remodelaciones en la plantilla. En 1953 el Shajtar regresó a segunda división, donde pasó dos temporadas, y a finales de la década consiguió asentarse definitivamente en la primera categoría. Entre 1961 y 1963 el equipo alcanzó tres finales de la Copa de la Unión Soviética, ganando las dos primeras al Torpedo Moscú y Znamya Trudá Oréjovo-Zúyevo respectivamente, y cayendo en la última ante el Spartak Moscú. En la temporada siguiente el equipo logró la quinta plaza en la liga.
En 1966, el Shajtar logró una racha de diez partidos consecutivos sin perder, mientras que el portero Yuri Korotkij acumuló 913 minutos sin encajar un gol, siendo ésta la tercera mejor marca de imbatibilidad en la historia del fútbol doméstico. Con la llegada de jugadores carismáticos como Valeri Lobanovski y Oleg Bazilevich, el equipo mejoró su rendimiento y finalizó en el tercer puesto en el grupo B de la liga de 1969. El éxito duró poco, ya que en 1971 descendió a segunda división por última vez en su historia, aunque al año siguiente regresó a primera división y alcanzó la sexta posición.
A partir de entonces comenzó la época gloriosa del Shajtar en el fútbol soviético. En 1975, una victoria sobre el Ararat Ereván en la última jornada le permitió finalizar la temporada como subcampeón, solo superado por el Dinamo Kiev, y en las seis siguientes campañas no bajo del décimo puesto en la liga. En 1976, participarían por primera vez en la Copa de la UEFA con victoria frente al Dinamo de Berlín de 4 a 1 entre la ida y la vuelta con goles de Rogovskiy (2), Starujin y Sokolovski. Vencieron en la siguiente ronda al Honvéd húngaro y perdieron en octavos frente a la Juventus, que acabaría siendo la campeona. En 1978 el equipo perdió la final de copa y quedó tercero en la liga, y en 1980 y 1983 ganó su tercera y cuarta copa —la primera al Dinamo Tbilisi por 2-1, y la segunda al Metalist Járkov por 1-0—. Al año siguiente el Shajtar llegó hasta los cuartos de final en la Recopa de Europa, siendo eliminado por el FC Porto por 4-3 en el resultado global de la eliminatoria. Tras la destacada participación en Europa, el antiguo jugador Bazilevych tomó las riendas del equipo como nuevo entrenador, a pesar de que se mantuvo en el cargo durante una sola temporada y fue reemplazado por Anatoliy Konkov. Durante esos dos años, el Shajtar disputó dos finales de copa, perdiendo ambas.

### Independencia y primeros éxitos (1992-2004)

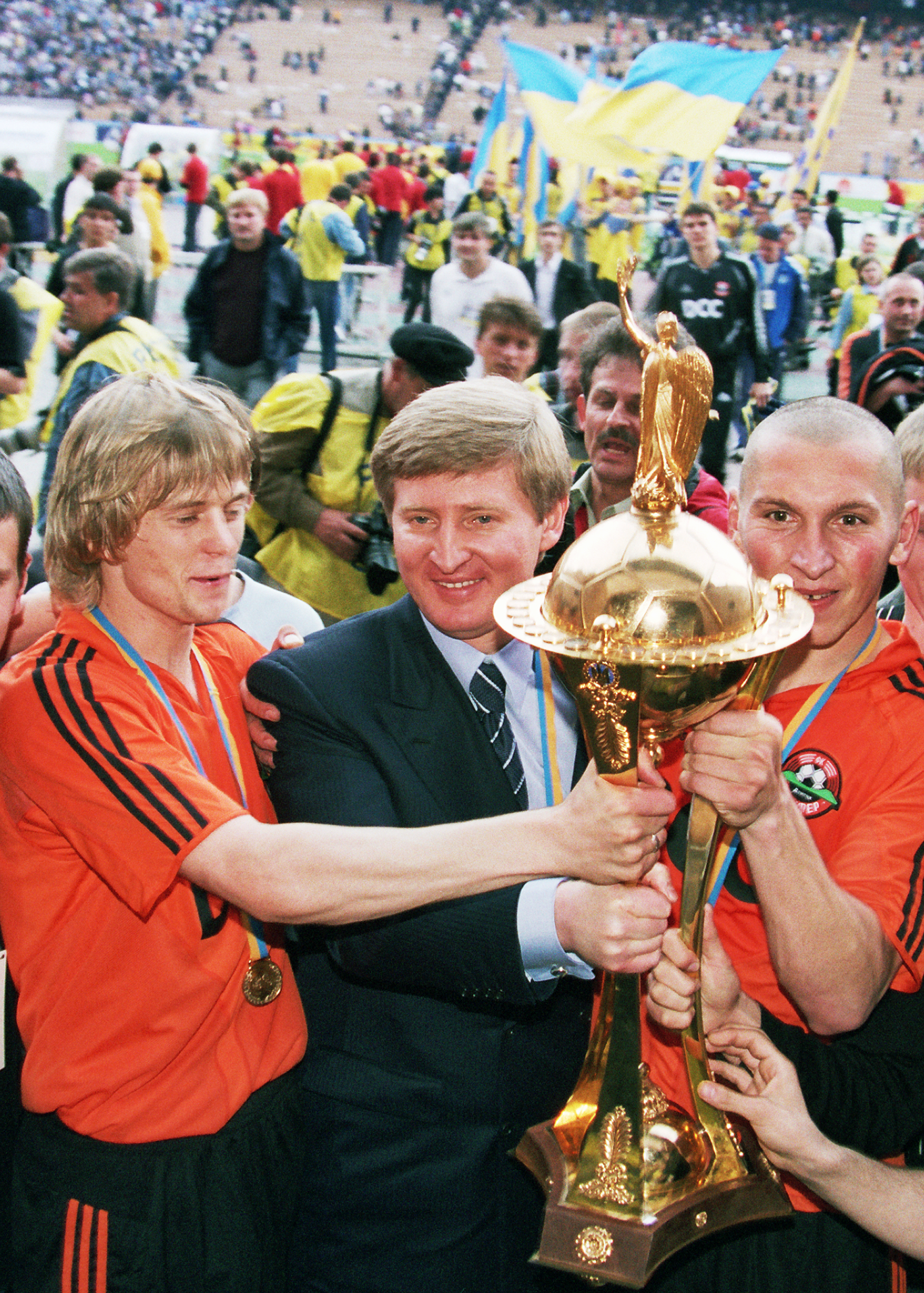
Anatoliy Tymoshchuk (izquierda), Rinat Ajmétov (centro) y Mariusz Lewandowski (derecha) celebran el título de liga de 2002.

Tras la desintegración de la Unión Soviética, el Shajtar se convirtió en uno de los equipos más competitivos de la recién creada liga ucraniana, a pesar de que los comienzos fueron complicados debido a la marcha de varios de sus mejores jugadores. Durante los cinco primeros años, el único éxito del equipo fue el segundo puesto en liga en 1994 y la Copa de Ucrania ganada un año después. La campaña siguiente fue la peor de la historia del equipo en Ucrania, finalizando en la décima posición.
En octubre de 1995 tuvo lugar un atentado en el estadio Shajtar en el que el presidente del club, Akhat Bragin, fue asesinado por sus conexiones con la mafia. El 11 de octubre de 1996, Rinat Ajmétov fue nombrado presidente del FC Shajtar Donetsk, y con él llegaría la que sería la mejor época desde la fundación del equipo.
Pese a que el Shajtar no era un aspirante por el campeonato en ese momento, había terminado subcampeón muchas veces con una gran diferencia de puntos con el primer clasificado, normalmente el Dynamo, pero ganó la Copa de Ucrania en tres ocasiones en 1995 (bajo la dirección del exjugador Vladímir Salkov), 1997 y 2001. En la Recopa de Europa 1997-98, el Shajtar fue eliminado por un global de 5-2 ante el Vicenza. Los jugadores más importantes en ese momento eran los defensores Serhiy Popov y Myjaylo Starostyak, el portero Dmytro Shutkov, el delantero Oleh Matveyev, máximo goleador de la Liga Premier de Ucrania 1996-97, y los centrocampistas Hennadiy Orbu, Valeri Kriventsov e Ihor Petrov. La mayoría de los jugadores del equipo llegaron procedente de su cantera de juveniles.
En 1999 el club abrió su propia academia de fútbol para los más jóvenes, a la vez que terminó la reconstrucción del centro de formación Kirsha, que se convirtió en uno de los más avanzados de Europa, y del Estadio Shajtar para satisfacer las necesidades de la UEFA. En 2000 Andriy Vorobey fue nombrado Futbolista ucraniano del año por la revista Komanda, el primer jugador del Shajtar en la Ucrania independiente en hacerlo, y se convirtió en el máximo goleador en la Liga Premier de Ucrania 2000-01, con 21 goles.
El club ganó su primer título de la Liga Premier de Ucrania en la temporada 2001-02, bajo las órdenes del técnico italiano Nevio Scala, con una diferencia de un solo punto sobre el Dynamo Kiev. También conquistaron la Copa de Ucrania 2001-02, derrotando al Dynamo 3-2 en la prórroga de la final y consiguiendo, así, el primer doblete de su historia. Entre los principales jugadores mineros en ese momento figuraban el capitán y centrocampista defensivo Anatoliy Tymoshchuk, el delantero Andriy Vorobey, los centrocampista Hennadiy Zubov y Mariusz Lewandowski y el defensor Myjaylo Starostyak. Al final de la temporada Tymoshchuk, que surgió como el líder del club en el campo, fue nombrado Futbolista ucraniano del año por Komanda y Ukrainskiy Football.
Tras Scala llegó Valeri Yaremchenko, que completaba su cuarta etapa como entrenador del equipo, y el alemán Bernd Schuster, que llegó al club el 1 de julio de 2003 y se marchó en mayo de 2004 tras acabar en segunda posición a tres puntos del Dynamo, campeón con 73 puntos.

### Campeón de la UEFA y dominio nacional (2005-presente)

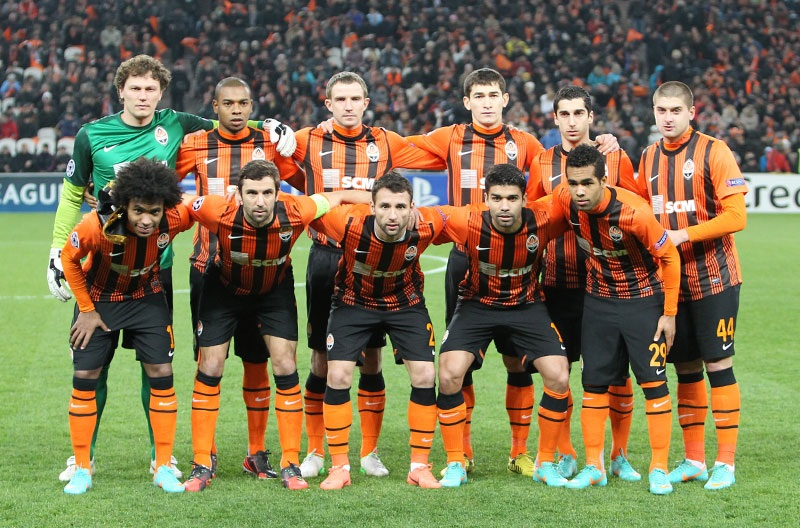
El Shajtar antes de un partido de Liga de Campeones en 2012 contra la Juventus.

El 17 de mayo de 2004 aterrizó el rumano Mircea Lucescu procedente del Beşiktaş, y en su primer año en el banquillo se alzó con el título de liga y el subcampeonato de copa, además de participar por primera vez en la fase de grupos de la Liga de Campeones. En 2006 finalizó la liga empatado a puntos con el Dynamo Kiev, y se disputó un partido de desempate para decidir el campeón. El encuentro se celebró en Krivói Rog, y el Shajtar ganó por 2-1 con un gol del nigeriano Julius Aghahowa en la prórroga. Dos años después el Shajtar hizo historia al ganar la triple corona ucraniana; liga, copa y supercopa.
En la temporada 2008/09 el club finalizó segundo en la liga y perdió la final de copa, pero el verdadero éxito llegó en Europa. Tras ser eliminado en la fase de grupos de la Liga de Campeones, el equipo obtuvo el derecho a participar en la Copa de la UEFA (actual Europa League). En semifinales derrotó al Dynamo de Kiev, y en la final hizo lo propio con el Werder Bremen por 2-1, con gol de Jadson en la prórroga, ganando así su primer título internacional. Meses después, el club inauguró su nuevo estadio, el Donbass Arena, con capacidad para 52.187 espectadores. El primer partido en el nuevo recinto se programó para el 27 de septiembre de 2009, en el que el Shajtar ganó por 4-0 al Obolón Kiev. Durante los tres años siguientes los éxitos continuaron, ganando la liga por primera vez en tres temporadas consecutivas, y consiguiendo un bicampeonato de copa entre 2011 y 2012.
En 2014, como consecuencia del estallido de la Guerra del Dombas en la región, y el derribo del vuelo 17 de Malaysia Airlines, seis jugadores, entre ellos los brasileños Alex Teixeira, Douglas Costa, Dentinho, Fred e Ismaily, así como el argentino Facundo Ferreyra, decidieron abandonar la concentración del equipo tras un partido amistoso en Francia contra el Olympique de Lyon, donde estos últimos de impondrían 4-1, y expresaron su deseo de no regresar a Ucrania debido a la situación de seguridad que azotaba al este del país. El club emitió un comunicado donde les exigió regresar y que, en caso contrario, «deberían sufrir las consecuencias económicas».

## Símbolos

### Historia y evolución del escudo

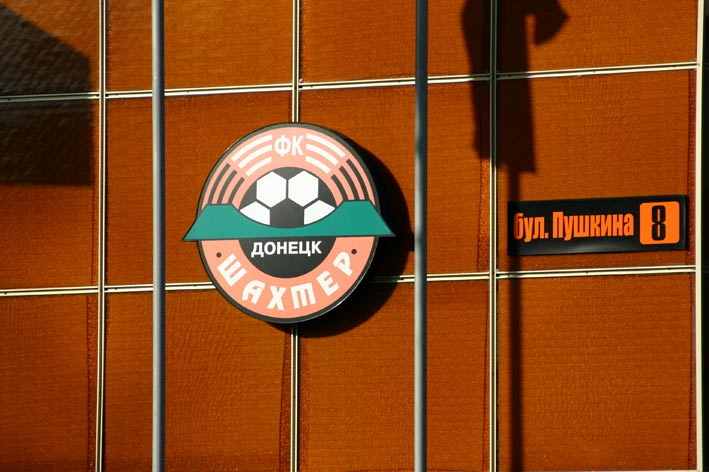
Escudo del Shajtar desde 1997 a 2007.

El primer escudo del club fue diseñado en 1936, un hexágono azul con una 'C' cirílica roja en el medio, atravesado por un martillo mecánico. En 1946, cuando el club cambió su nombre, el escudo fue cambiado a blanco y negro, con la adición del nombre del club. Más tarde, en el centro del escudo de los años 1960 se representaron dos martillos cruzados y la escritura Shajtar 'Donetsk' en el círculo. Casi al mismo tiempo el escudo fue añadido al uniforme donde permanece actualmente, a excepción de algunas temporadas al comienzo de la década de 1990, con el colapso de la Unión Soviética. El nombre del club fue representado a menudo en lengua rusa, como el resto de los participantes de las competiciones del fútbol soviético. Por lo tanto algunas fuentes tienen su nombre escrito a menudo como Shajter o, en raras ocasiones, Shajtyor.
En 1989, el artista Víktor Savilov presentó un proyecto de diseño para el escudo, que incluía elementos como un balón y un terreno de juego, ya que en ese momento se estaba llevando a cabo una reestructuración del club. Posteriormente el escudo fue remodelado e introducido en el equipo en 1997. En 2008 se presentó el nuevo y actual escudo del club, diseñado por Interbrand, una compañía italiana, en el estadio del Shajtar. Por primera vez en más de 30 años, los símbolos tradicionales del club, los "martillos cruzados", estuvieron presentes en el emblema.
Desde 1961 los colores oficiales son el negro y el naranja.

### Himno
¡Sé famoso, nativo del Shakhtar!
Nunca te cambiará
El cielo de las estrellas del fútbol, Donde arde como la Vía Láctea, La luz de tus victorias.
Coro (2 veces): Para ti, Shakhtar, campos verdes, Para ti, Shakhtar, mi destino es para siempre, Para ti, Shakhtar, mi medalla de amor.
Dejarte brillar en las ciudades ajenas y evitar la derrota para siempre
¡Estrella brillante del fútbol!
Letra: K. Arseneva
Música: I. Krutoy

### Denominaciones
Stakhanovets (1936–46), Shakhtyor (Shakhtar) (1946–92) y FC Shakhtar (1992 – presente).

## Uniforme
- Uniforme titular: Camiseta naranja con líneas verticales negras, pantalón naranjo y medias naranjas.
- Uniforme alternativo: Camiseta negra, pantalón negro y medias negras.
- Tercer uniforme: Camiseta amarilla con líneas verticales azules, pantalón azul y medias amarillas.

### Evolución: Titular
| Stajanovets | Shajtar '50 | 1961-70 | 1970-83 | 1983-86 | 1986-90 | 2002-03 | 2003-04 | 2004-06 | 2006-07 |
| 2007-08     | 2008-09     | 2009-11 | 2011-13 | 2013-15 | 2015-17 | 2017-19 | 2019-21 | 2021-22 | 2022-24 |
| 2024–25     | 2025–26     |         |         |         |         |         |         |         |         |

### Patrocinio
| Período | Proveedor | Patrocinador |
| ------- | --------- | ------------ |
| 1992–98 | Adidas    | Carlsberg    |
| 1998–05 | Adidas    | DCC          |
| 2005–06 | Adidas    | Lifecell     |
| 2006–07 | Adidas    | SCM          |
| 2008–21 | Nike      | SCM          |
| 2021–   | Puma      | SCM          |

## Estadio
El Shakthar inicialmente disputó sus partidos como local en el Shajtar Stadium, construido en 1936 y que actualmente es usado por el Metalurg Donetsk para partidos de competencias europeas, así como por el equipo de reservas del club.
Desde 2003 hasta 2009 jugó en el RSK Olympiyskiy, lugar donde alcanzaría la final de la Copa de la UEFA 2008/09 que más tarde ganaría al Werder Bremen por marcador de 2-1. El 29 de agosto de 2009 fue inaugurado su nuevo estadio, el Donbass Arena, con una capacidad para 52 187 espectadores, y que cuenta con la calificación de 5 estrellas por parte de la UEFA, convirtiéndolo en el único recinto Categoría Elite en Europa.
Debido al estallido de la Guerra del Dombas, a mediados de 2014 el equipo se mudaría a la Arena Lviv de Leópolis, donde ejercería su localía hasta febrero de 2017, cuando se trasladó al Estadio Metalist de la ciudad de Járkov, luego de que el FC Metalist, propietario del inmueble, fuera expulsado de la Liga Premier de Ucrania por problemas económicos y posteriormente desaparecido.
Para la Temporada 2020-2021, el club cambió nuevamente de sede, jugando sus partidos desde ese momento en el NSC Olimpiyskiy de la capital Kiev.
En competencias de la UEFA como la Champions League y la Europa League el club hace de local en el Veltins-Arena, propiedad del FC Schalke 04 o en el Volksparkstadion del Hamburgo S.V..

## Rivales

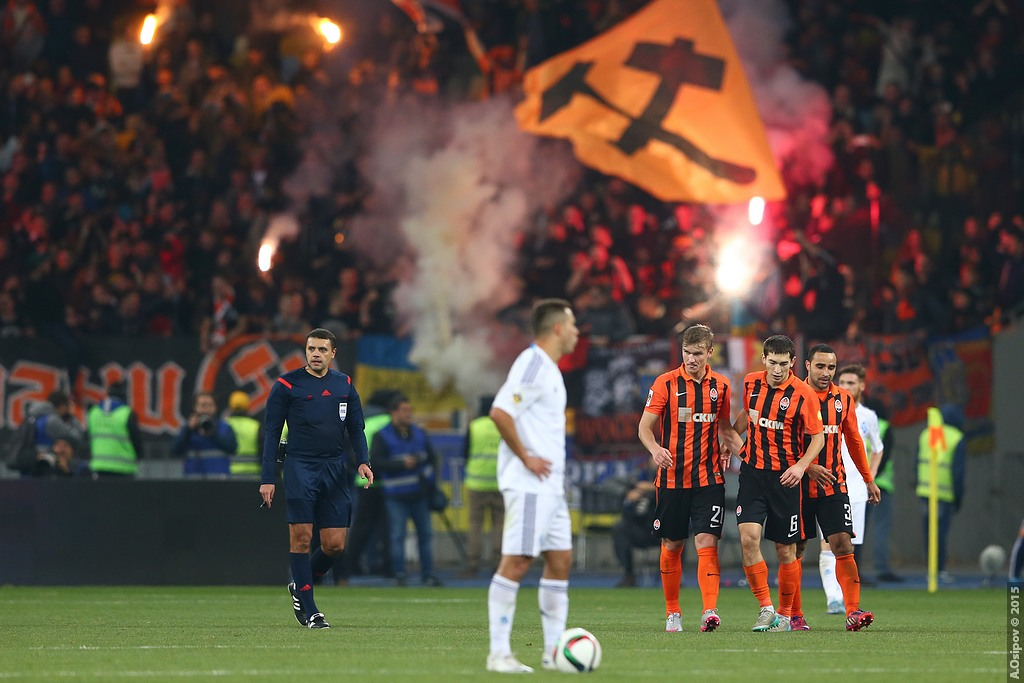
Aficionados del Shaktar durante un derbi en 2015

El mayor rival del Shajtar es el F. C. Dinamo de Kiev. El encuentro entre ambos es conocido como el Derbi ucraniano. El ambiente en los estadios de Kiev y Donetsk siempre es especial y están llenos de aficionados en los partidos entre los dos equipos, ya que son los partidos de fútbol más esperados del fútbol ucraniano. El Shajtar mantiene, también, una gran rivalidad local con su vecino del Metalurh Donetsk y, aunque no tan importante como los partidos contra rivales de la capital, los partidos entre los dos equipos de Donetsk ha comenzado a denominarse el Derbi de Donetsk.
Entre las rivalidades ya extintas —o menos intensas tras el colapso de la Unión Soviética y su liga— destacan los partidos contra el FC Spartak Moscú y, en particular, contra el FC Dinamo Tbilisi, tercer clasificado en varias temporadas, que tuvo lugar en tiempos de la Primera división soviética. Otra rivalidad interesante es ante el FC Zoryá Lugansk, en el conocido como Derbi de Donbas, cuyos partidos reúnen a grandes cantidades de público en Lugansk. Durante los primeros campeonatos ucranianos se desarrolló una rivalidad contra el FC Chornomorets Odessa, Hirnyky (mineros) frente a Moryaky (marineros), pero fue perdiendo intensidad debido a la irregular trayectoria deportiva del equipo de Odesa.

## Afición
Shajtar es el segundo club de fútbol más popular de Ucrania; Una encuesta del Instituto Internacional de Sociología de Kiev realizada en 2011 mostró que el 30,4 % de los aficionados al fútbol ucranianos son seguidores del club.[cita requerida]

## Jugadores

### Números retirados
- 33 -  Darijo Srna (2003-2018)[13][14]

## Entrenadores
- Mykola Naumov (1936–41)

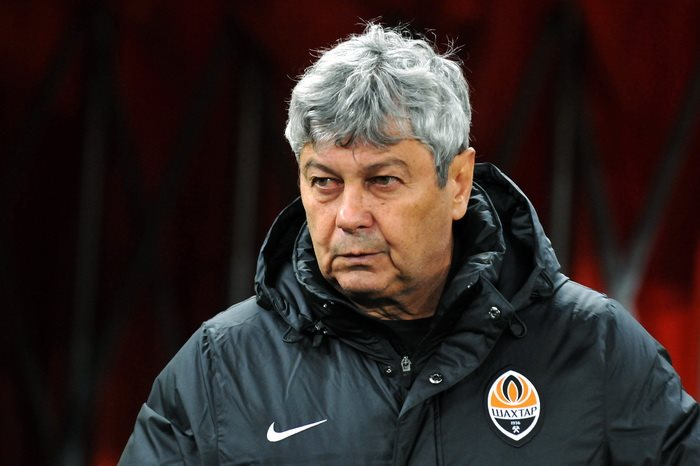
Mircea Lucescu, en el cargo desde 2004 hasta 2016, es el entrenador más exitoso de la historia del Shakhtar Donetsk.

- Aleksei Kostylev (1947–48)
- Georgiy Mazanov (1949)
- Viktor Novikov (1950–51)
- Konstantin Kvashnin (1952)
- Aleksandr Ponomarev (1953–56)
- Vasiliy Yermilov (1957)
- Abram Dangulov (1958)
- Viktor Novikov (1959)
- Kostyantyn Shchehotskyi (1959–60)
- Oleg Oshenkov (1960–69)
- Yuriy Voynov (1969–70)
- Artiom Falyan (1970–71)
- Nikolai Morozov (1972)
- Oleh Bazylevych (1972–73)
- Yuriy Zakharov (1973–74)
- Vladimir Salkov (1974–78)
- Viktor Nosov (1979–85)
- Oleh Bazylevych (1986)
- Anatoliy Kon'kov (1987–89)
- Valeriy Yaremchenko (1989–94)
- Vladimir Salkov (1995)
- Valeriy Rudakov (1995–96)
- Valeriy Yaremchenko (1996–98)
- Anatoliy Byshovets (1998–99)
- Oleksiy Drozdenko (1999)p
- Viktor Prokopenko (2000–01)
- Valeriy Yaremchenko (2001)p
- Nevio Scala (2002)
- Valeriy Yaremchenko (2002–03)
- Bernd Schuster (2003–04)
- Viktor Prokopenko (2004)p
- Mircea Lucescu (2004–16)
- Paulo Fonseca (2016–19)[15]
- Luís Castro (2019-21)[16]
- Roberto De Zerbi (2021-22)
- Igor Jovićević (2022-23)
- Patrick van Leeuwen (2023)
- Darijo Srna (2023)p
- Marino Pušić (2023-2025)
- Arda Turan (2025-)

P
Entrenador provisional o interino

## Compromiso con la sociedad

### Lucha contra la orfandad
El club organiza eventos benéficos. En particular, está desarrollando un sitio web para la orfandad, no junto con la Fundación Benéfica para el Desarrollo de Ucrania, que tiene como objetivo encontrar nuevas familias para huérfanos. El sitio cuenta con más de 9 mil cuestionarios. En la presentación de la asociación, el portero de Donetsk, Rustam Khudzhamov, y su esposa Stella también adoptaron un niño.

### Donbass Arena
Durante la guerra civil ucraniana, el Donbass Arena utiliza el fondo humanitario Domozhemo para distribuir ayuda a los residentes de los territorios ocupados. El estadio ha sido llamado simbólicamente la "Arena de la Misericordia".

## Palmarés

### Torneos nacionales
Ligas nacionales: 43
- Liga Premier de Ucrania (15): 2001-02, 2004-05, 2005-06, 2007-08, 2009-10, 2010-11, 2011-12, 2012-13, 2013-14, 2016-17, 2017-18, 2018-19, 2019-20, 2022-23, 2023-24

Copas nacionales: 19
- Copa de la URSS (4): 1961, 1962, 1980, 1983.

- Copa de Ucrania (15): 1995, 1997, 2001, 2002, 2004, 2008, 2011, 2012, 2013, 2015, 2016, 2017, 2018, 2019, 2024, 2025

Supercopas nacionales: 10
- Supercopa de la URSS (1): 1983.
- Supercopa de Ucrania (9): 2005, 2008, 2010, 2012, 2013, 2014, 2015, 2017, 2021.

### Títulos internacionales (1)
- Copa de la UEFA (1): 2008-09.
- Subcampeón de la Supercopa de Europa: 2009.

## Estadísticas

### Estadísticas en competiciones UEFA
| Torneo                                        | Temp. | PJ  | PG  | PE | PP | GF  | GC  | Dif. | Mejor Presentación |
| --------------------------------------------- | ----- | --- | --- | -- | -- | --- | --- | ---- | ------------------ |
| Copa de Europa / Liga de Campeones de la UEFA | 22    | 146 | 57  | 33 | 56 | 206 | 221 | -15  | Cuartos de final   |
| Recopa de Europa de la UEFA                   | 4     | 18  | 8   | 5  | 5  | 32  | 24  | +8   | Cuartos de final   |
| Copa de la UEFA / UEFA Europa League          | 21    | 95  | 52  | 15 | 28 | 159 | 115 | +44  | Campeón            |
| Supercopa de Europa                           | 1     | 1   | 0   | 0  | 1  | 0   | 1   | -1   | Subcampeón         |
| Copa Intertoto de la UEFA                     | 1     | 4   | 1   | 1  | 2  | 5   | 8   | -3   | Fase de grupos     |
| Total                                         | 49    | 264 | 118 | 54 | 92 | 402 | 369 | +33  | 1 título           |

### Goleadores
Estadísticas actualizadas al 4 de junio de 2015.
| Pos. | Jugador            | Años                            | Liga | Copa | Europa | Otros | Total |
| ---- | ------------------ | ------------------------------- | ---- | ---- | ------ | ----- | ----- |
| 1    | Luiz Adriano       | 2007–2015                       | 77   | 16   | 32     | 3     | 128   |
| 2    | Andriy Vorobey     | 1998–2007                       | 80   | 22   | 12     | 0     | 114   |
| 3    | Vitali Starujin    | 1973–1981                       | 84   | 23   | 3      | 0     | 110   |
| 4    | Myjaylo Sokolovsky | 1974–1987                       | 87   | 11   | 5      | 2     | 105   |
| 5    | Brandão            | 2002–2008                       | 65   | 11   | 15     | 0     | 91    |
| 6    | Ihor Petrov        | 1982–1991, 1994–1996, 1998      | 70   | 12   | 2      | 0     | 84    |
| 7    | Serhiy Atelkin     | 1990–1995, 1996–1997, 2000–2002 | 61   | 9    | 12     | 0     | 82    |
| 8    | Viktor Hrachov     | 1980–1981, 1982–1990, 1994      | 65   | 10   | 5      | 0     | 80    |
| 9    | Oleh Matveyev      | 1992–1995, 1996–2000            | 61   | 16   | 1      | 0     | 78    |
| 10   | Hennadiy Zubov     | 1994–2004                       | 57   | 10   | 6      | 0     | 73    |

- Otros – Supercopa de Naciones

### Presencias
Estadísticas actualizadas al 20 de junio de 2020.
| Pos. | Jugador            | Años                       | Liga | Copa | Europa | Otros | Total |
| ---- | ------------------ | -------------------------- | ---- | ---- | ------ | ----- | ----- |
| 1    | Darijo Srna        | 2003–2018                  | 339  | 48   | 137    | 12    | 536   |
| 2    | Mijailo Sokolovsky | 1974–1987                  | 400  | 63   | 18     | 4     | 485   |
| 3    | Andriy Pyatov      | 2007–                      | 287  | 37   | 123    | 8     | 451   |
| 4    | Serguéi Yashenko   | 1982–1995                  | 384  | 51   | 8      | 1     | 444   |
| 5    | Yuri Dehteryov     | 1967–1983                  | 321  | 47   | 10     | 0     | 378   |
| 6    | Dmytro Shutkov     | 1991–2008                  | 267  | 56   | 24     | 0     | 347   |
| 7    | Valeri Rudakov     | 1974–1986                  | 277  | 44   | 16     | 3     | 340   |
| 8    | Valeri Yaremchenko | 1966–1978                  | 297  | 32   | 8      | 0     | 337   |
| 9    | Viktor Hrachov     | 1980–1981, 1982–1990, 1994 | 282  | 40   | 6      | 3     | 331   |
| 10   | Ihor Petrov        | 1982–1991, 1994–1996, 1998 | 281  | 39   | 10     | 1     | 331   |

- Otros – Supercopa de Naciones